# 金山町町営バス (福島県)
金山町町営バス（かねやままちちょうえいバス）は、福島県大沼郡金山町で運行されていた廃止代替バスである。2018年（平成30年）に廃止され、一部路線は町営の「かねやま乗合タクシー」に転換された。

## 概要
会津乗合自動車（会津バス）の町内3路線廃止に伴い、1994年（平成6年）に運行を開始した。運行形態は、自家用自動車（白ナンバー車）による有償運送であった。2017年（平成29年）6月に「町内周遊バス」に置き換えられたのち、翌年に廃止された。
「町営バス」当時の運行形態
- 運賃は区間制で、小学生・保育園児（通園時）・障害者は半額（障害者は端数切捨、他は切上げ）、未就学児は無料。
  - 回数券は10回分の運賃で11枚綴りのものがある。定期券は通勤用と通学用とがあり、いずれも1ヶ月、3ヶ月用がある。
  - 70歳の高齢者には1年間使用可能な「シルバー年間券」と10回分有効な「シルバー乗車券」がある。
- 日曜・祝日・第2、4土曜日・お盆（8/14～16）・年末年始（12/29～1/3）は運休。

## 沿革
- 1994年（平成6年）10月 - 運行開始。
- 2009年（平成21年）4月1日 - 「金山町乗合タクシー」（デマンドタクシー）運行開始に伴い、玉梨線、山入線廃止。三更線は小・中学生通学バス専用化。滝沢線、太郎布線は減便。
- 2017年（平成29年）6月1日 - 「町内周遊バス」の試験運行（運賃無料）が開始され、従来の町営バスから置き換わる。[1]
- 2018年（平成30年）3月31日 - 試験運行期間の終了[2]・町営バス廃止[3]
- 同年7月 - 4月より試験運行されていた「かねやま乗合タクシー」が本格運行を開始[4]。

## 路線
2009年4月1日時点での運行路線
滝沢線
- 中川 - 川口 - 本名 - 橋立 - 越川 - 大塩 - 滝沢

太郎布線
- 川口 - 中川 - 水沼 - 早戸駅 - 三更 - 早戸駅 - 水沼 - 太郎布 - 川口

2009年4月1日以前の廃止路線
※括弧内は不経由便あり
玉梨線
- 町民体育館前 - 大志集会所前 - 上井草橋 - JR会津川口駅前 - （川口保育所前） - （JR会津川口駅前） - 役場前 - 上町 - （金山小学校前） - スキー場入口 - 栗田宅前 - 民宿小林前 - 坂井村中 - 八町（八町温泉） - 東中井 - 西中井 - 下方 - 玉梨川上

山入線
- 大塩体育館前 - 大塩村中 - 岩崎屋旅館前 - 土倉入口 - 上横田 - 横田小学校前 - 和泉屋前 - 山入入口 - 石塚村中 - 新遠路集会所前 - 鮭立集会所前 - 藤倉村中
- 山入入口 - 新国商店前 - 上越川 - JR会津越川駅前
  - 実際の運行経路は以下の通りだった。
    - 朝の便：藤倉村中→山入入口→JR会津越川駅前（折返）→和泉屋前→大塩体育館前（折返）→和泉屋前→JR会津越川駅前（折返）→和泉屋前
    - 昼の便：横田小学校前→和泉屋前→JR会津越川駅前（折返）→山入入口→藤倉村中

三更線
- （金山小学校前） - （上町） - （役場前） - JR会津川口駅前 - （川口保育所前） - 上井草橋 - 大志集会所前 - JR会津中川駅前 - 富士屋商店前 - 上田下入口 - 水沼公園 - 上大牧入口 - 下大牧集会所前 - 高倉村中 - JR早戸駅前 - 三更入口

町営バス車両（1996年当時）
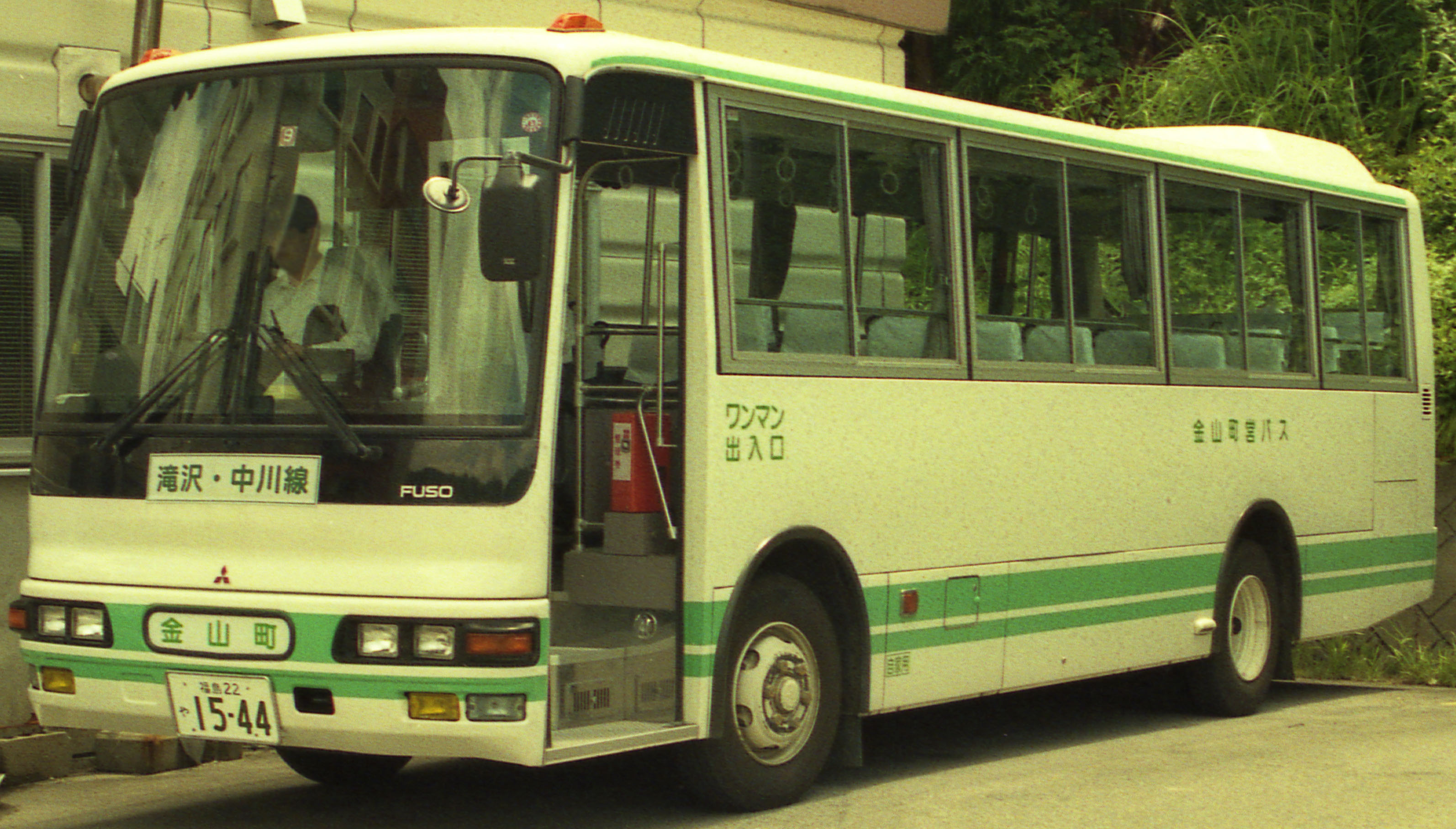
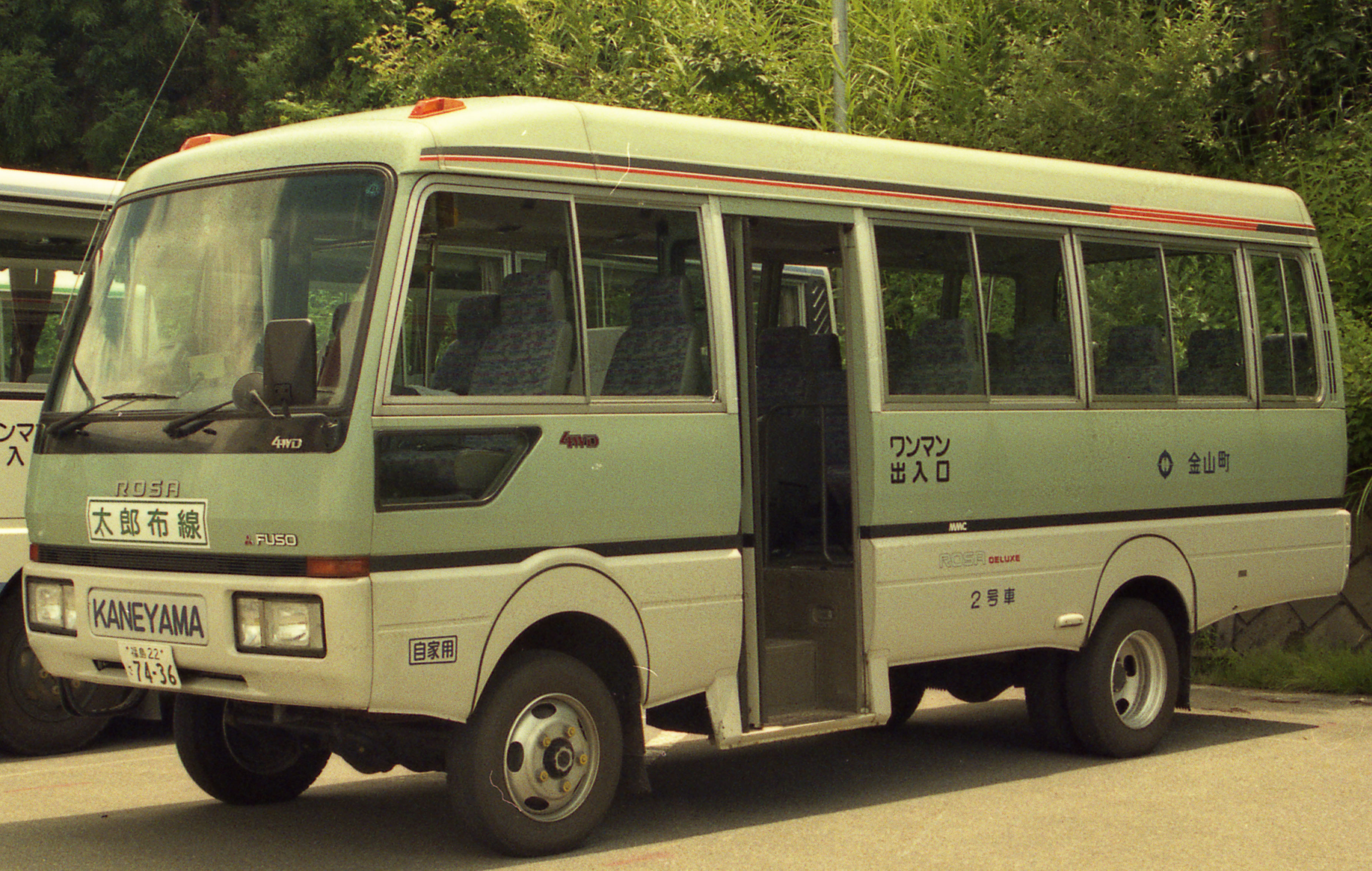
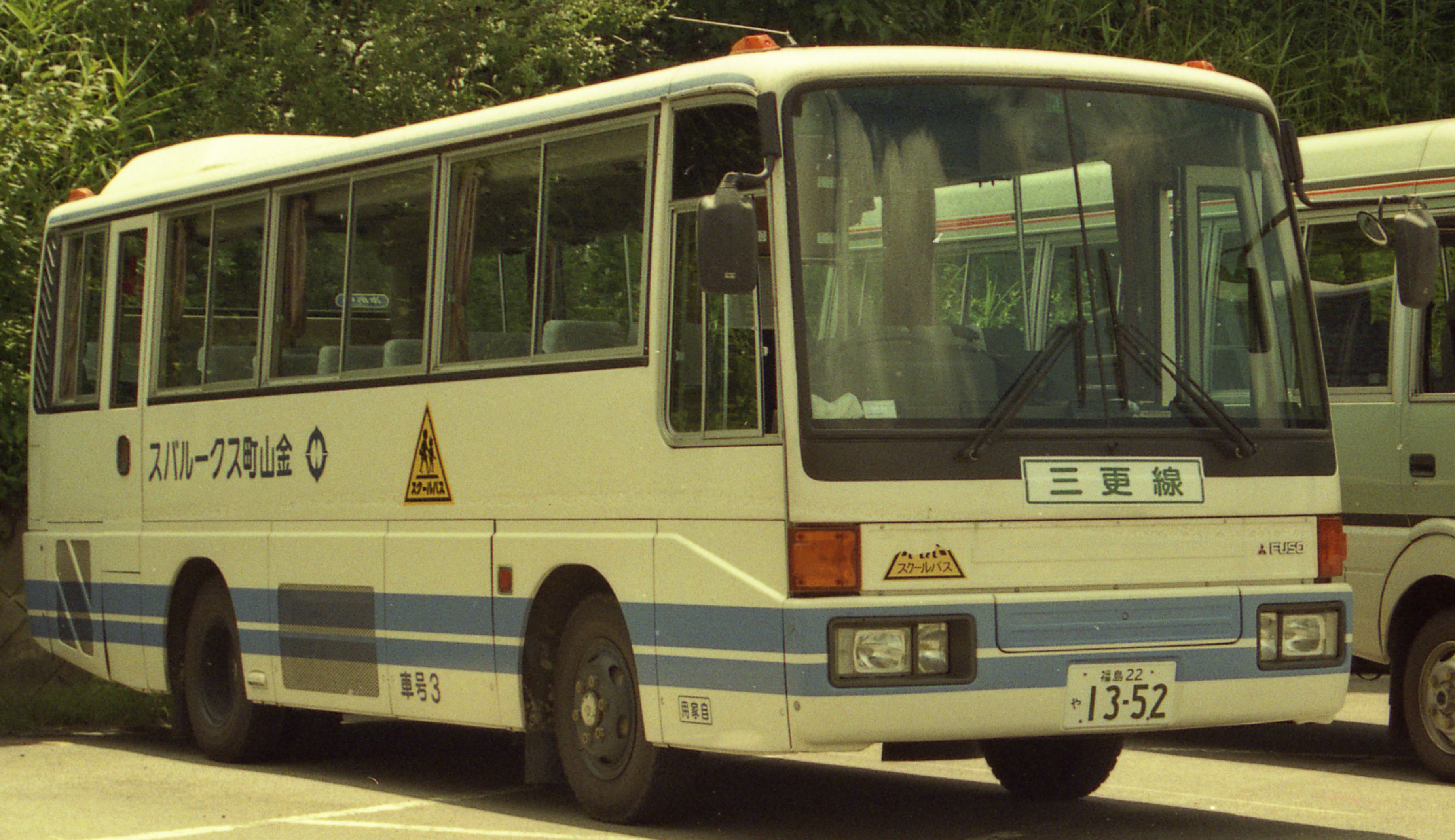